# Phygadeuon ovatus
Phygadeuon ovatus är en stekelart som beskrevs av Johann Ludwig Christian Gravenhorst 1829. Phygadeuon ovatus ingår i släktet Phygadeuon och familjen brokparasitsteklar. Arten är reproducerande i Sverige. Utöver nominatformen finns också underarten P. o. meridionellator.